# NGC 3976A
NGC 3976A is een spiraalvormig sterrenstelsel in het sterrenbeeld Maagd. Het hemelobject ligt in de buurt van NGC 3976.

## Synoniemen
- MCG 1-31-1A
- ZWG 41.7
- ARAK 333
- PGC 37490